# Coppa Mille Dollari
La Coppa Mille Dollari ("Copa dels Mil Dòlars") és una competició internacional de motocròs que se celebra a Itàlia d'ençà de 1965, quan nasqué gràcies a la coalició de tres motoclubs de la regió de Les Marques (respectivament els de Cingoli, San Severino anomenat Moto Club Settempedano i Esanatoglia), els quals s'han anat alternant des d'aleshores al front de l'organització de l'esdeveniment.
La prova comprèn diverses categories, de les quals la més famosa és la de 500 cc.

## Palmarès de la categoria 500cc
| Any  | Guanyador           | Motocicleta |
| ---- | ------------------- | ----------- |
| 1965 | Leslie Archer       | Norton      |
| 1966 | Fritz Betzelbacher  | Montesa     |
| 1973 | Paolo Piron         | Husqvarna   |
| 1974 | Paolo Piron         | Husqvarna   |
| 1975 | Ivan Alborghetti    | Maico       |
| 1976 | Alessandro Gritti   | KTM         |
| 1977 | Ake Jonsson         | Maico       |
| 1978 | Corrado Maddii      | Beta        |
| 1979 | Franco Perfini      | Maico       |
| 1980 | Franco Perfini      | Maico       |
| 1981 | Franco Picco        | Yamaha      |
| 1982 | Franco Picco        | Yamaha      |
| 1983 | Franco Picco        | Yamaha      |
| 1984 | Claudio de Carli    | Yamaha      |
| 1985 | Michele Magarotto   | Kawasaki    |
| 1986 | Alessandro Puzar    | KTM         |
| 1987 | Claudio De Carli    | Honda       |
| 1988 | Trampas Parker      | KTM         |
| 1989 | Franco Rossi        | KTM         |
| 1990 | Giuseppe Gaspardone | Kawasaki    |
| 1991 | Alessandro Puzar    | Suzuki      |
| 1992 | Attilio Pignotti    | ?           |